# نگهبان دروازه

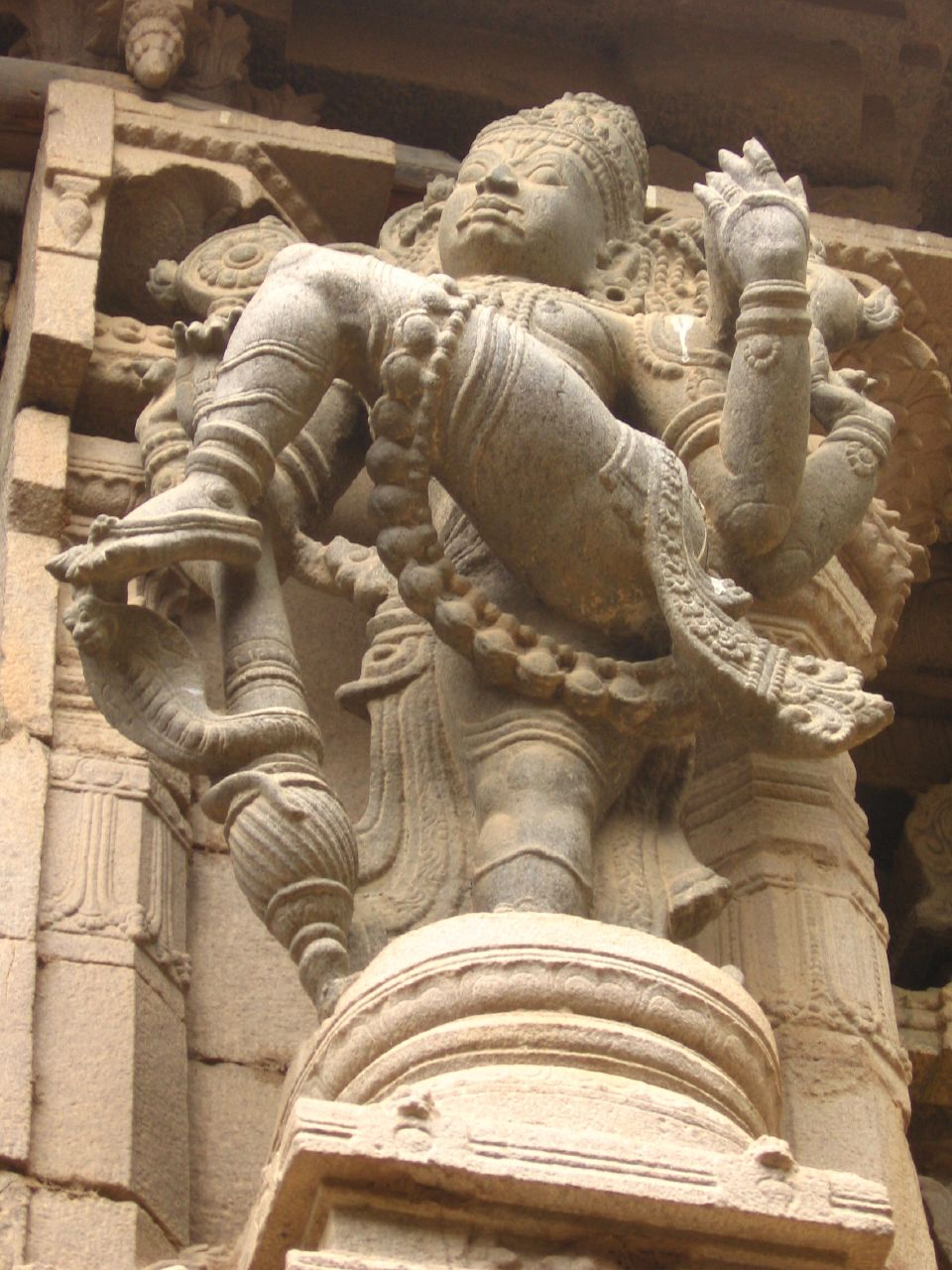
یک نگهبان دروازه در معبد Srivaikuntanathan Permual

نگهبان دروازه یا نگهبان درگاه یا نگهبان ورودی یا دروازه‌بان (انگلیسی: Gatekeeper) شخصی است که دسترسی به چیزی را اداره می‌کند برای مثال دروازه شهر را کنترل می کند.  در اواخر قرن ۲۰ از این واژه استفاده استعاره‌ای شد، با اشاره به افرادی که تصمیم می‌گیرند که آیا یک پیام در رسانه گروهی توزیع شود یا خیر.